# Dot Rotten

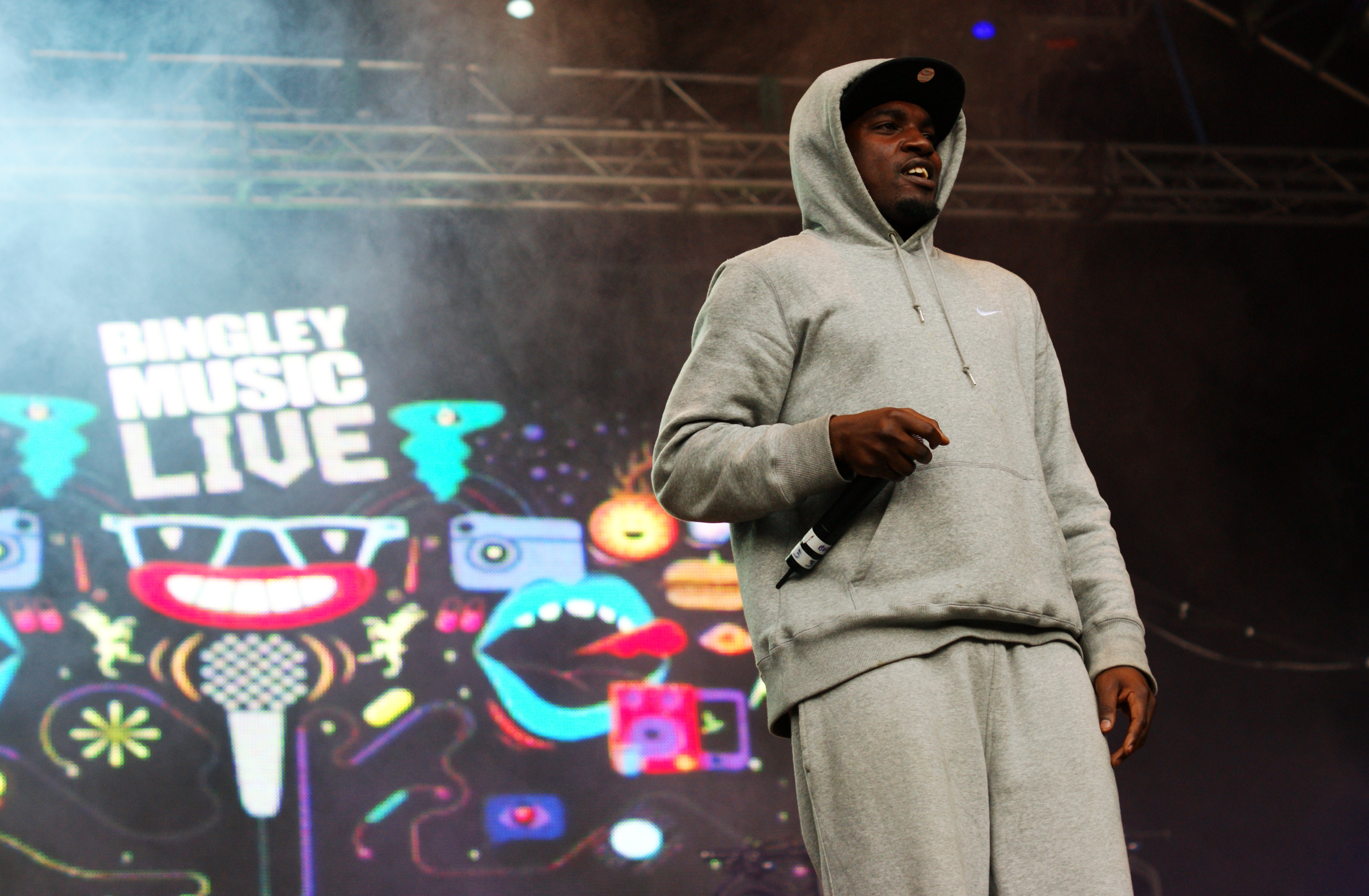
Dot Rotten (2011)

Dot Rotten (* 19. Oktober 1987; richtiger Name Joseph Ellis) ist ein britischer Grime-Rapper.

## Biografie
Joseph Ellis stammt aus dem Süden Londons und veröffentlichte als Jugendlicher sein erstes Mixtape This Is the Beginning als Young Dot. Mit der nächsten Veröffentlichung R.I.P. Young Dot wechselte er seinen Namen zu Dot Rotten. Mit P-Money und Little Dee schloss er sich zur OGz Crew zusammen.
In den folgenden Jahren arbeitete er als Produzent unter anderem mit Tinie Tempah und Wiley zusammen und ging mit Chase & Status und Dappy als Support auf Tour. Bei der Benefizsingle Teardrop für Children in Need war einer Ende 2011 von vielen namhaften britischen Interpreten, die unter dem Namen The Collective veröffentlichten.
Anfang 2012 wurde er von der BBC für den Sound of 2012 nominiert, einer Liste von Künstlern, denen man den Durchbruch in diesem Jahr prognostizierte. Mit seiner Single Are You Not Entertained hatte er im März einen Achtungserfolg und drei Monate später hatte er mit Overload seinen ersten Top-20-Hit.

## Diskografie
Mixtapes
- This Is the Beginning (als Young Dot, 2007)
- R.I.P. Young Dot (2008)
- S.O.O.N (Something Out of Nothing) (2009)
- Extra Attention (2009)

Singles
- Teardrop (mit Wretch 32, Ed Sheeran, Labrinth, Tulisa Contostavlos, Tinchy Stryder, Rizzle Kicks, Ms. Dynamite, Chipmunk und Mz Bratt als The Collective, 2011)
- Keep It on a Low (2011)
- Are You Not Entertained (2012)
- Overload (2012)